# Bahnhof Uelzen
Der Bahnhof Uelzen ist ein Kreuzungsbahnhof in der Hansestadt Uelzen am Ostrand der Lüneburger Heide im Nordosten Niedersachsens.
Das Empfangsgebäude wurde im Zuge eines Expo-2000-Projektes nach den Ideen und dem Konzept des österreichischen Künstlers Friedensreich Hundertwasser umgebaut. Der Bahnhof wird als „Umwelt- und Kulturbahnhof“ mit dem Namen Hundertwasser-Bahnhof Uelzen vermarktet und gilt als Touristenattraktion.
Am Bahnhof halten täglich rund 220 Züge des Fern- und Nahverkehrs. Genutzt wird der Bahnhof von rund 15.000 Reisenden und Besuchern pro Tag.

## Geschichte

### Beginn des Eisenbahnverkehrs
Der Uelzener Bahnhof entstand, nachdem 1847 die Strecke der Königlich Hannöverschen Staatseisenbahn von Hannover nach Celle über Uelzen hinaus bis nach Harburg erweitert wurde. Sie bildet auch heute noch die Strecke Hannover–Hamburg. Das provisorische Empfangsgebäude wurde kurze Zeit später durch einen Fachwerkbau ersetzt. Nachdem das Fahrgastaufkommen in den folgenden Jahren kontinuierlich angestiegen war, errichtete man 1855 an den Gleisanlagen in der Hoefftstraße einen neuen Hannöverschen Bahnhof im Tudorstil.
Nach Annexion des Königreichs Hannover durch Preußen baute man die Amerikalinie, eine direkte Verbindung zwischen der Hauptstadt Berlin und dem Flottenstützpunkt Wilhelmshaven, die 1873 eröffnet wurde. Drei Eisenbahngesellschaften teilten sich den Bau. Da die Uelzener Bürger die Züge zwischen Bremen und Berlin nicht auf ihrem Hannöverschen Bahnhof halten lassen wollten – hier spielte wohl Lokalpatriotismus als Hannoveraner eine Rolle –, entstand auf der Westseite der Halberstädter Bahnhof. Diese Lösung hatte bis 1888 Bestand, als der Halberstädter Bahnhof wieder abgebrochen und durch einen von Hubert Stier im wilhelminischen Baustil entworfenen Inselbahnhof ersetzt wurde. Dass der Bahnhof ursprünglich aus zwei Bahnhöfen entstand, ist heute teilweise im Gleisplan noch zu erkennen.
1924 entstand die Bahnstrecke Uelzen–Dannenberg, die 1996 stillgelegt wurde. Nach dem Zweiten Weltkrieg wurde die Amerikalinie zwischen Nienbergen und Salzwedel infolge der deutschen Teilung unterbrochen. Später wurde auch die Bedienung des Abschnitts Wieren–Nienbergen eingestellt, bevor die Strecke nach Salzwedel nach der Wiedervereinigung Deutschlands wieder in Betrieb genommen wurde.
Bei einem Bombenangriff am 22. Februar 1945 wurde der Bahnhof samt umliegendem Güterbahnhof stark beschädigt. Durch anschließende An- und Umbauten verlor er vieles seiner ursprünglichen Struktur, so dass ab Mitte der 1990er-Jahre ein Konzept zur Verbesserung des Bahnhofs entwickelt wurde.

### Expo-Projekt

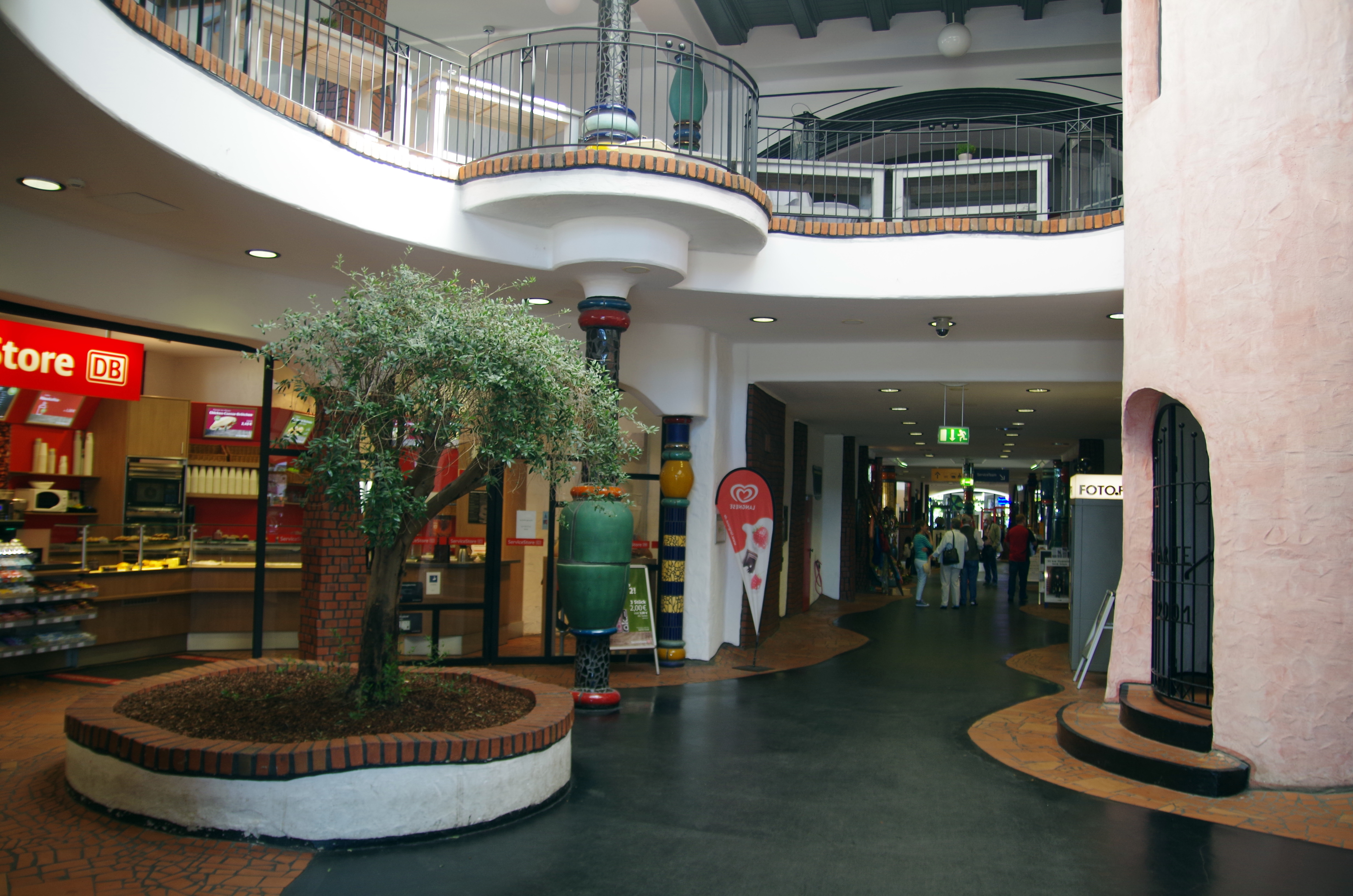
Innenansicht mit Treppenaufgang

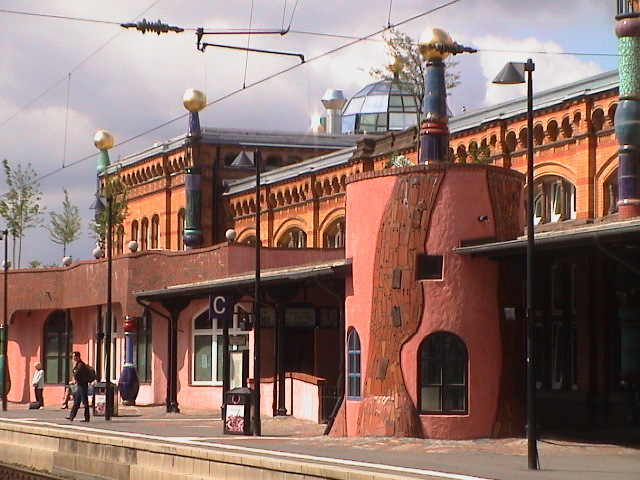
Hauptbahnsteig

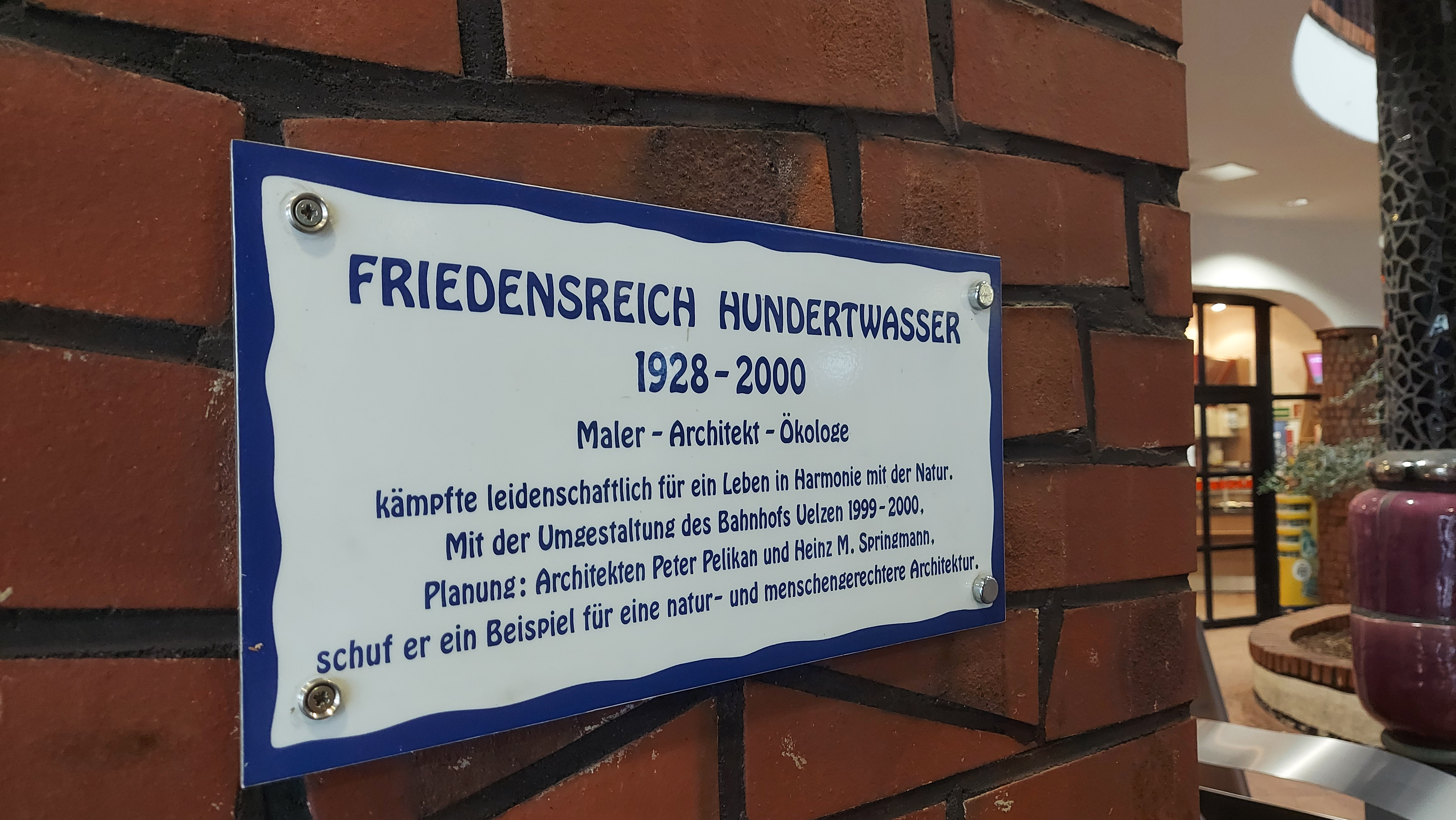
Hinweisschild zu Friedensreich Hundertwasser

Zentraler Punkt der Konzeption war das Vorhaben, den Bahnhof in einen „Umweltbahnhof“ und „Kulturbahnhof“ umzuwandeln. Erster Schritt dazu war die Installation und Inbetriebnahme einer Photovoltaikanlage auf dem Bahnhofsdach im Jahr 1997. In weiteren Schritten war der Rückbau der Gleisanlagen und brachliegenden Bahnhofsflächen vorgesehen.
Am 16. Dezember 1999 wurde das vom eigens gegründeten Bahnhof 2000 Uelzen e. V. entwickelte Konzept als regionaler Beitrag der Weltausstellung Expo 2000 anerkannt. Neben verschiedenen Gebietskörperschaften unterstützte auch die Deutsche Bahn das Projekt. Schwerpunkt dieser Maßnahmen waren dabei die Umgestaltung des Gebäudes und der Bahnsteiganlagen nach den Ideen und dem Konzept des Wiener Künstlers Friedensreich Hundertwasser. Die Ausführung der Pläne oblag den Architekten Peter Pelikan und Heinz M. Springmann, mit denen Hundertwasser auch an anderen seiner architektonischen Projekte immer wieder zusammengearbeitet hatte.
Am 25. November 2000 fand ohne den zwischenzeitlich verstorbenen Ideengeber und Planer Hundertwasser die feierliche Einweihung des neuen Bahnhofs statt. Die umgestaltete Bahnstation hat sich seitdem zu einer Touristenattraktion entwickelt und zählt jährlich über 450.000 Besucher. Im Zeitraum 2006/2007 wurde der Bahnhof mit dem vom Bund und dem Land Niedersachsen geförderten Programm „Niedersachsen ist am Zug!“ für 5,5 Millionen Euro modernisiert. Dabei wurden alle Bahnsteige den aktuellen Standards angepasst und barrierefrei erreichbar. Bis dahin noch fehlende Details von Hundertwassers ehemaligem Entwurf konnten außerdem umgesetzt werden.
Ein Wandbrunnen am Fuße einer Treppe zum Bahnsteig wurde 2004 eingeweiht. Die Gestaltung erfolgte nach einem Entwurf des Künstlers Hans Muhr. Dieser hatte typische Elemente von Hundertwassers Projekten verwendet, das Sujet mit „Wasser. So wie du fließt ist es gut.“ gekennzeichnet und diesem Brunnen den Namen Hundertwasser-Brunnen gegeben.

### Auszeichnungen
Am 2. September 2009 erhielt der Uelzener Bahnhof von der Allianz pro Schiene den Titel Bahnhof des Jahres 2009 in der Kategorie Kleinstadtbahnhof.

### Ausblick
Der Raum Uelzen soll im Zuge des „Starterpakets“ der Digitalen Schiene Deutschland, als Teil des TEN-Kernnetzkorridors Skandinavien–Mittelmeer, bis 2030 mit Digitalen Stellwerken und ETCS ausgerüstet werden.

## Verkehrsanbindung

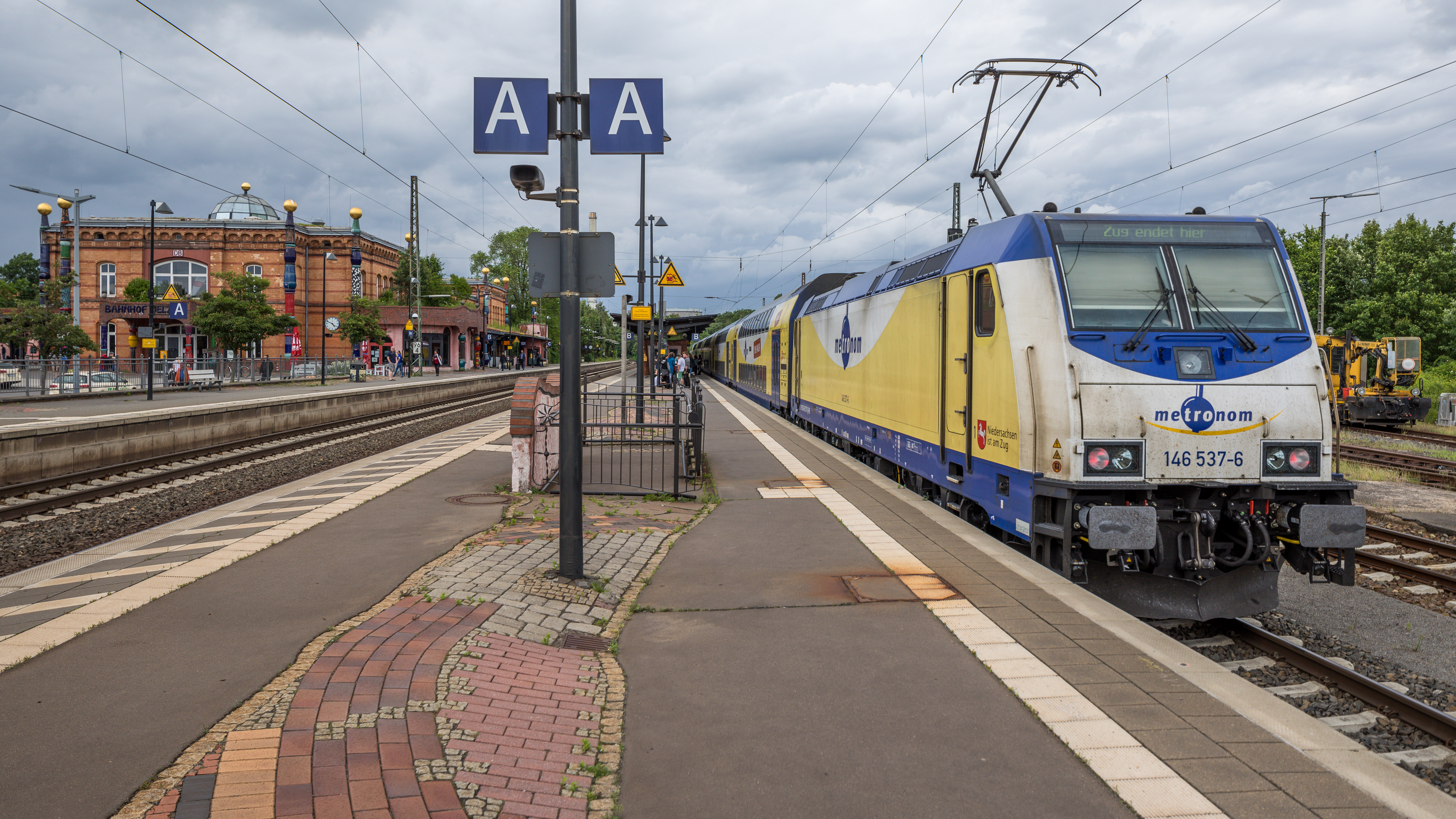
Metronom Regionalzug im Bahnhof Uelzen

Der Bahnhof wird sowohl von ICE der DB Fernverkehr als auch von Nahverkehrszügen von DB Regio, start, metronom und erixx bedient.
| Linie  | Zuglauf | Zuglauf | Takt                 | Eisenbahnverkehrs-unternehmen | Fahrzeugmaterial    |
| ------ | --- | --- | -------------------- | ----------------------------- | ------------------- |
| ICE 11 | München – München-Pasing – Augsburg – Günzburg – Ulm – Stuttgart – Mannheim – Frankfurt – Hanau – Fulda – Bad Hersfeld – Göttingen – Hannover – Celle – Uelzen – Lüneburg – Hamburg-Harburg – Hamburg – Hamburg-Altona | München – München-Pasing – Augsburg – Günzburg – Ulm – Stuttgart – Mannheim – Frankfurt – Hanau – Fulda – Bad Hersfeld – Göttingen – Hannover – Celle – Uelzen – Lüneburg – Hamburg-Harburg – Hamburg – Hamburg-Altona | einzelne Züge nachts | DB Fernverkehr                | ICE 4               |
| ICE 12 | Hamburg – Hamburg-Harburg – Lüneburg – Uelzen – Celle – Hannover – Göttingen – Kassel-Wilhelmshöhe – Fulda – Hanau – Frankfurt – Mannheim – Karlsruhe – Offenburg – Freiburg – Basel Bad – Basel SBB – Liestal – Olten – Bern – Thun – Spiez – Interlaken West – Interlaken Ost | Hamburg – Hamburg-Harburg – Lüneburg – Uelzen – Celle – Hannover – Göttingen – Kassel-Wilhelmshöhe – Fulda – Hanau – Frankfurt – Mannheim – Karlsruhe – Offenburg – Freiburg – Basel Bad – Basel SBB – Liestal – Olten – Bern – Thun – Spiez – Interlaken West – Interlaken Ost | einzelne Züge        | DB Fernverkehr                | ICE 2               |
| ICE 24 | Hamburg-Altona – Hamburg Dammtor – Hamburg – Hamburg-Harburg – Lüneburg – Bad Bevensen – Uelzen – Celle – Langenhagen – Hannover – Göttingen – Kassel-Wilhelmshöhe – Fulda – Würzburg – Steinach – Ansbach – Gunzenhausen – Treuchtlingen – Donauwörth – Augsburg – München-Pasing – München – Rosenheim – Brannenburg – Oberaudorf – Kiefersfelden – Kufstein – Wörgl (– Jenbach – Innsbruck)/(Hopfgarten – Westendorf – Brixen – Kirchberg – Kitzbühel – St. Johann – Fieberbrunn – Hochfilzen – Saalfelden – Zell am See – Schwarzach-St. Veit) | Hamburg-Altona – Hamburg Dammtor – Hamburg – Hamburg-Harburg – Lüneburg – Bad Bevensen – Uelzen – Celle – Langenhagen – Hannover – Göttingen – Kassel-Wilhelmshöhe – Fulda – Würzburg – Steinach – Ansbach – Gunzenhausen – Treuchtlingen – Donauwörth – Augsburg – München-Pasing – München – Rosenheim – Brannenburg – Oberaudorf – Kiefersfelden – Kufstein – Wörgl (– Jenbach – Innsbruck)/(Hopfgarten – Westendorf – Brixen – Kirchberg – Kitzbühel – St. Johann – Fieberbrunn – Hochfilzen – Saalfelden – Zell am See – Schwarzach-St. Veit) | zweistündlich        | DB Fernverkehr                | ICE T               |
| ICE 25 | Kiel – Neumünster – | Hamburg Dammtor – Hamburg – Hamburg-Harburg – Lüneburg – Uelzen – Hannover – Göttingen – Kassel-Wilhelmshöhe – Fulda – Würzburg – Nürnberg – Ingolstadt – München | einzelne Züge        | DB Fernverkehr                | ICE 1, ICE 2, ICE 4 |
| ICE 25 | Hamburg-Altona – | Hamburg Dammtor – Hamburg – Hamburg-Harburg – Lüneburg – Uelzen – Hannover – Göttingen – Kassel-Wilhelmshöhe – Fulda – Würzburg – Nürnberg – Ingolstadt – München | einzelne Züge        | DB Fernverkehr                | ICE 1, ICE 2, ICE 4 |
| ICE 26 | Binz – Bergen – Stralsund – Velgast – Ribnitz-Damgarten West – Rostock – Bützow – Bad Kleinen – Schwerin – | Hamburg – Hamburg-Harburg – Lüneburg– Bad Bevensen – Uelzen – Celle – Hannover – Göttingen – Eichenberg – Kassel-Wilhelmshöhe – Wabern – Treysa – Marburg – Gießen – Friedberg – Frankfurt West – Frankfurt – Darmstadt – Bensheim – Weinheim – Heidelberg – Wiesloch-Walldorf – Bruchsal – Karlsruhe | zweistündlich        | DB Fernverkehr                | ICE T               |
| ICE 26 | Hamburg-Altona – Hamburg Dammtor – | Hamburg – Hamburg-Harburg – Lüneburg– Bad Bevensen – Uelzen – Celle – Hannover – Göttingen – Eichenberg – Kassel-Wilhelmshöhe – Wabern – Treysa – Marburg – Gießen – Friedberg – Frankfurt West – Frankfurt – Darmstadt – Bensheim – Weinheim – Heidelberg – Wiesloch-Walldorf – Bruchsal – Karlsruhe | zweistündlich        | DB Fernverkehr                | ICE T               |
| IC 24  | Hamburg-Altona – Hamburg Dammtor – Hamburg – Hamburg-Harburg – Lüneburg– Bad Bevensen – Uelzen – Celle – Langenhagen – Hannover – Göttingen – Kassel-Wilhelmshöhe – Fulda – Würzburg – Steinach – Ansbach – Gunzenhausen – Treuchtlingen – Donauwörth – Augsburg – München Ost – Rosenheim – Bad Endorf – Prien – Übersee – Traunstein – Freilassing – Ainring – Hammerau – Piding – Bad Reichenhall – Bad Reichenhall-Kirchberg – Bayerisch Gmain – Bischofswiesen – Berchtesgaden                                                                | Hamburg-Altona – Hamburg Dammtor – Hamburg – Hamburg-Harburg – Lüneburg– Bad Bevensen – Uelzen – Celle – Langenhagen – Hannover – Göttingen – Kassel-Wilhelmshöhe – Fulda – Würzburg – Steinach – Ansbach – Gunzenhausen – Treuchtlingen – Donauwörth – Augsburg – München Ost – Rosenheim – Bad Endorf – Prien – Übersee – Traunstein – Freilassing – Ainring – Hammerau – Piding – Bad Reichenhall – Bad Reichenhall-Kirchberg – Bayerisch Gmain – Bischofswiesen – Berchtesgaden                                                                | einzelne Züge        | DB Fernverkehr                | IC                  |
| IC 26  | Westerland – Niebüll – Husum – Heide – Itzehoe – Hamburg – Hamburg-Harburg – Lüneburg– Bad Bevensen – Uelzen – Celle – Langenhagen – Hannover – Göttingen – Eichenberg – Kassel-Wilhelmshöhe – Wabern – Treysa – Marburg – Gießen – Friedberg – Frankfurt West – Frankfurt – Darmstadt – Bensheim – Weinheim – Heidelberg – Wiesloch-Walldorf – Bruchsal – Karlsruhe | Westerland – Niebüll – Husum – Heide – Itzehoe – Hamburg – Hamburg-Harburg – Lüneburg– Bad Bevensen – Uelzen – Celle – Langenhagen – Hannover – Göttingen – Eichenberg – Kassel-Wilhelmshöhe – Wabern – Treysa – Marburg – Gießen – Friedberg – Frankfurt West – Frankfurt – Darmstadt – Bensheim – Weinheim – Heidelberg – Wiesloch-Walldorf – Bruchsal – Karlsruhe | einzelne Züge        | DB Fernverkehr                | IC                  |
| IC 57  | Magdeburg – Stendal – Salzwedel – Uelzen – Lüneburg – Hamburg-Harburg – Hamburg – Hamburg-Altona | Magdeburg – Stendal – Salzwedel – Uelzen – Lüneburg – Hamburg-Harburg – Hamburg – Hamburg-Altona | ein Zugpaar          | DB Fernverkehr                | Intercity 2         |

| Linie                    | Zuglauf | Takt | Eisenbahnverkehrsunternehmen | Fahrzeugmaterial                                 |
| ------------------------ | --- | --- | ---------------------------- | ------------------------------------------------ |
| RE 2                     | Uelzen – Suderburg – Unterlüß – Eschede – Celle – Großburgwedel – Isernhagen – Langenhagen Mitte – Hannover Hauptbahnhof – Sarstedt – Nordstemmen – Elze (Han) – Banteln – Alfeld (Leine) – Freden (Leine) – Kreiensen – Einbeck-Salzderhelden – Northeim (Han) – Nörten-Hardenberg – Göttingen | zweistündlich (mit RE 3 Überlagerung zum Stundentakt Uelzen–Hannover)                                       | metronom                     | Bombardier Traxx + 6 Bombardier-Doppelstockwagen |
| RE3                      | Hamburg Hauptbahnhof – Hamburg-Harburg – Winsen – Lüneburg – Bienenbüttel – Bad Bevensen – Uelzen – Suderburg – Unterlüß – Eschede – Celle – Großburgwedel – Isernhagen – Langenhagen Mitte – Hannover | stündlich (Hamburg–Uelzen) zweistündlich (Uelzen–Hannover, mit RE 2 Überlagerung zum Stundentakt)           | metronom                     | Bombardier Traxx + 6 Bombardier-Doppelstockwagen |
| RB 31                    | Hamburg Hauptbahnhof – Hamburg-Harburg – Meckelfeld – Maschen – Stelle – Ashausen – Winsen (Luhe) – Radbruch – Bardowick – Lüneburg – Bienenbüttel – Bad Bevensen – Uelzen | einzelne Züge nachts                                                                                        | metronom                     | Bombardier Traxx + 6 Bombardier-Doppelstockwagen |
| RE 19                    | Uelzen – Stederdorf – Wieren – Soltendieck – Schnega – Salzwedel – Hohenwulsch – Stendal Hbf – Magdeburg-Neustadt – Magdeburg Hbf | zweistündlich (am Wochenende) mit RE 20 Überlagerung zu annäherndem Stundentakt                             | DB Regio Südost              | Bombardier Traxx + 6 Bombardier-Doppelstockwagen |
| RE 20                    | Uelzen – Stederdorf – Wieren – Soltendieck – Schnega – Salzwedel – Pretzier – Fleetmark – Brunau-Packebusch –Hohenwulsch – Kläden – Steinfeld – Stendal Hbf – Tangerhütte – Zielitz Ort – Wolmirstedt – Magdeburg-Rothensee – Magdeburg-Eichenweiler – Magdeburg-Neustadt – Magdeburg Hbf – Magdeburg-Hasselbachplatz – Magdeburg-Buckau – Magdeburg-SKET Industriepark – Magdeburg-Salbke – Magdeburg-Südost – Schönebeck-Frohse – Schönebeck (Elbe) – Schönebeck Süd – Schönebeck-Bad Salzelmen | stündlich (Mo–Fr) zweistündlich (Sa–So, mit RE 19 Überlagerung zu annäherndem Stundentakt Uelzen–Magdeburg) | DB Regio Südost              | Bombardier Traxx + 6 Bombardier-Doppelstockwagen |
| RB 37                    | Uelzen – Ebstorf (Uelzen) – Brockhöfe – Munster (Örtze) – Soltau (Han) – Visselhövede – Langwedel – Achim – Bremen-Mahndorf – Bremen Hbf | zweistündlich                                                                                               | Start Niedersachsen Mitte    | Alstom Coradia LINT 41 (BR 648)                  |
| RB 47                    | Uelzen – Stederdorf – Wieren – Bad Bodenteich – Wittingen – Knesebeck – Vorhop – Schönewörde – Wahrenholz – Triangel – Gifhorn Stadt – Gifhorn – Rötgesbüttel – Meine – Braunschweig-Gliesmarode – Braunschweig Hbf | stündlich                                                                                                   | erixx                        | Alstom Coradia LINT 54                           |
| Stand: 10. Dezember 2023 | | |                              |                                                  |